# جشنواره فیلم مستقل رم
جشنواره فیلم مستقل رم (انگلیسی: Rome Independent Film Festival) (یا RIFF) یک جشنواره سالانه فیلم است که هر ساله در ماه نوامبر در رم ایتالیا برگزار می‌شود. این جشنواره با قرار گيري در فهرست ٣٠ جشنواره برتر جهان به نمایندگی و تبلیغ فیلمسازان مستقل در سطح جهانی اقدام می‌کند. جشنواره بين المللي فيلم مستقل رم با تاكيد بر روايت هاي قدرتمند بصري، عمده آثار خود را از رويدادهاي رقابتي همچون جشنواره هاي فيلم كن، برلين، مسكو و لوكارنو انتخاب ميكند. این جشنواره در سال ۲۰۰۱ آغاز شده است.
این رویداد فرهنگی و هنری به عنوان اولین جشنواره بین المللی فیلم مستقل ایتالیا، با هدف ترویج سینمای معاصر با ایجاد مجموعه ای از رویدادهای تخصصی در 6 بخش اصلی ( سینمای بلند، مستند، کوتاه داستانی، انیمیشن و تجربی ) با حمايت ٥٢ نهاد فرهنگي و هنري برگزار ميشود.